# Alfred Hill (chimiste)
Ne doit pas être confondu avec Alfred Hill.
Pour les articles homonymes, voir Hill.
Alfred Bostock Hill, né le 29 octobre 1854 à Birmingham où il est mort le 3 novembre 1932, est un médecin et chimiste britannique, un des pionniers des études sur la santé publique. 

## Biographie
Fils du docteur Alfred Hill, il fait ses études à la King Edward's School et au Queen's College de Birmingham et devient docteur en médecine. Il obtient un Master en sciences ainsi qu'un diplôme en santé publique.
Il se spécialiste en hygiène. Vice-président de Ligue impériale de vaccination, fellow et membre du conseil et examinateur de l'Institut sanitaire royal, il est élu analyste public du comté de Warwick en 1870.
Professeur de chimie au Queen's College de Birmingham (1879), professeur d'hygiène au Mason University College (Birmingham ainsi que professeur d'hygiène et de santé publique à l'Université de Birmingham, il exerce aussi comme médecin-hygiéniste du Warwickshire et examinateur en santé publique et jurisprudence médicale à l'Université de Bristol.
Il est Président de la Society for Analytical Chemistry en 1885-1886.